# Eugenia schottiana
Eugenia schottiana är en myrtenväxtart som beskrevs av Otto Karl Berg. Eugenia schottiana ingår i släktet Eugenia och familjen myrtenväxter. Inga underarter finns listade i Catalogue of Life.